# Campeonato Sudamericano de Clubes de Voleibol Femenino 2019
Campeonato Sudamericano de Clubes de Voleibol Femenino 2019 var den 11:e upplagan av tävlingen, som utser de sydamerikanska klubbmästarna i volleyboll på damsidan. Den spelades 19 till 23 februari 2019 i Belo Horizonte, Brasilien. I turneringen deltog fem lag från CSV:s medlemsförbund. Minas Tênis Clube vann turneringen för andra gången genom att besegra Praia Clube i finalen.. Caroline Gattaz utsågs till mest värdefulla spelare.

## Arenor
|                                                                               |  |  |
|                                                                               |  |  |
| Arena Juscelino Kubitschek Stad: Belo Horizonte Kapacitet: 4 000 Öppnad: 1952 |  |  |

## Regelverk
Tävlingen genomfördes i form av seriespel där alla lag mötte alla andra lag en gång. Lagens position i respektive grupp bestämdes utifrån (i tur och ordning):
- Poäng;
- Antal vunna matcher
- Kvot vunna/förlorade set
- Kvot vunna/förlorade bollpoäng.

Om slutresultatet blev 3-0 eller 3-1 tilldelades 3 poäng till det vinnande laget och 0 till det förlorande laget, om slutresultatet blev 3-2 tilldelades 2 poäng till det vinnande laget och 1 till det förlorande laget.

## Deltagande lag
| Lag                       | Kvalificerad som                                              | Deltog senast                                               |
| ------------------------- | ------------------------------------------------------------- | ----------------------------------------------------------- |
| CA Boca Juniors           | mästare Liga Femenina de Voleibol Argentino 2018              | Campeonato Sudamericano de Clubes de Voleibol Femenino 2018 |
| CA San Lorenzo de Almagro | 2:a Liga Femenina de Voleibol Argentino 2018                  | Debut                                                       |
| Club Olympic              | mästare Liga Superior Femenina del Voleibol Boliviano 2017-18 | Campeonato Sudamericano de Clubes de Voleibol Femenino 2017 |
| Minas Tênis Clube         | Värdlag                                                       | Campeonato Sudamericano de Clubes de Voleibol Femenino 2018 |
| Praia Clube               | mästare Superliga Série A 2017-18                             | Campeonato Sudamericano de Clubes de Voleibol Femenino 2017 |

## Turneringen

### Resultat
| 19 februari 2019 Arena Juscelino Kubitschek, Belo Horizonte Speltid: ? - Åskådare: ?    | Praia Clube               | 3 - 0 | CA Boca Juniors           | 25-17, 25-12, 25-13 |
| 19 februari 2019 Arena Juscelino Kubitschek, Belo Horizonte Speltid: ? - Åskådare: ?    | Minas Tênis Clube         | 3 - 0 | Club Olympic              | 25-11, 25-13, 25-12 |
| 20 februari 2019 Arena Juscelino Kubitschek, Belo Horizonte Speltid: ? - Åskådare: ?    | CA San Lorenzo de Almagro | 3 - 0 | Club Olympic              | 25-11, 25-14, 25-12 |
| 20 februari 2019 Arena Juscelino Kubitschek, Belo Horizonte Speltid: ? - Åskådare: ?    | Minas Tênis Clube         | 3 - 0 | CA Boca Juniors           | 25-9, 25-14, 25-15  |
| 21 februari 2019 Arena Juscelino Kubitschek, Belo Horizonte Speltid: ? - Åskådare: ?    | CA Boca Juniors           | 3 - 0 | Club Olympic              | 25-16, 25-12, 25-18 |
| 21 februari 2019 Arena Juscelino Kubitschek, Belo Horizonte Speltid: ? - Åskådare: ?    | Praia Clube               | 3 - 0 | CA San Lorenzo de Almagro | 25-6, 25-18, 25-10  |
| 22 februari 2019 Arena Juscelino Kubitschek, Belo Horizonte Speltid: ? - Åskådare: ?    | Praia Clube               | 3 - 0 | Club Olympic              | 25-13, 25-5, 25-17  |
| 22 februari 2019 Arena Juscelino Kubitschek, Belo Horizonte Speltid: ? - Åskådare: ?    | Minas Tênis Clube         | 3 - 0 | CA San Lorenzo de Almagro | 25-22, 25-12, 25-19 |
| 23 februari 2019 Arena Juscelino Kubitschek, Belo Horizonte Speltid: ? - Åskådare: ?    | CA Boca Juniors           | 0 - 3 | CA San Lorenzo de Almagro | 21-25, 19-25, 20-25 |
| 23 februari 2019 Arena Juscelino Kubitschek, Belo Horizonte Speltid: 1:24 - Åskådare: ? | Minas Tênis Clube         | 3 - 0 | Praia Clube               | 25-21, 25-16, 25-24 |

### Sluttabell
| Pos. | Lag                       | Pt | M | V | F | SV | SF | Kvot  | PV  | PF  | Kvot  |
| ---- | ------------------------- | -- | - | - | - | -- | -- | ----- | --- | --- | ----- |
| 1    | Minas Tênis Clube         | 12 | 4 | 4 | 0 | 12 | 0  | MAX   | 301 | 187 | 1,609 |
| 2    | Praia Clube               | 9  | 4 | 3 | 1 | 9  | 3  | 9,000 | 286 | 187 | 1,529 |
| 3    | CA San Lorenzo de Almagro | 6  | 4 | 2 | 2 | 6  | 6  | 1,000 | 237 | 247 | 0,959 |
| 2    | CA Boca Juniors           | 3  | 4 | 1 | 3 | 3  | 9  | 0,333 | 215 | 271 | 0,793 |
| 3    | Club Olympic              | 0  | 4 | 0 | 4 | 0  | 12 | 0,000 | 154 | 300 | 0,513 |

## Slutplaceringar
| Pos | Lag                       | Turnering            |
| --- | ------------------------- | -------------------- |
|     | Minas Tênis Clube         | VM för klubblag 2019 |
|     | Praia Clube               |                      |
|     | CA San Lorenzo de Almagro |                      |
| 4   | CA Boca Juniors           |                      |
| 5   | Club Olympic              |                      |

## Individuella utmärkelser
| Utmärkelse              | Namn               | Lag                       |
| ----------------------- | ------------------ | ------------------------- |
| Mest värdefulla spelare | Caroline Gattaz    | Minas Tênis Clube         |
| Bästa passare           | Mácris Carneiro    | Minas Tênis Clube         |
| Bästa högerspiker       | Bruna da Silva     | Minas Tênis Clube         |
| Bästa vänsterspiker     | Fernanda Garay     | Praia Clube               |
| Bästa vänsterspiker     | Gabriela Guimarães | Minas Tênis Clube         |
| Bästa center            | Fabiana Claudino   | Praia Clube               |
| Bästa center            | Bianca Farriol     | CA San Lorenzo de Almagro |
| Bästa libero            | Léia da Silva      | Minas Tênis Clube         |